# Serramoura
Serramoura es una serie de televisión española producida por Voz Audiovisual y emitida por la Televisión de Galicia entre el 5 de octubre de 2014 y el 25 de octubre de 2020. Está protagonizada por Lucía Regueiro, Miguel Ángel Blanco, Antonio Mourelos, Isabel Naveira y Uxía Blanco, entre otros.
Del final de Serramoura surge una serie derivada, A lei de Santos, protagonizada por Santos, personaje interpretado por Monti Castiñeiras.

## Sinopsis
En Serramoura, una pequeña villa ficticia que vive de la explotación maderera, Mónica Triáns (Sara Casasnovas) aparece muerta en medio del monte y los indicios apuntan a que se trata de un asesinato violento. Diego Bazán (Miguel Ángel Blanco) es enviado a la villa para intentar resolver el caso junto con la sargento local Marga Neira (Lucía Regueiro). Sin embargo, la idiosincrasia del pueblo, el conflicto de intereses entre las dos principales familias, los Soutelo y los Fiúza, que pelearán por el control del aserradero, y los secretos que todos los habitantes del pueblo guardan, harán de la resolución del caso una tarea complicada.

## Personajes
- Marga Neira (Lucía Regueiro), sargento de la Guardia Civil.
- Diego Bazán (Miguel Ángel Blanco), sargento de la Guardia Civil.
- Tomás Penedo (Alfonso Agra), teniente de la Guardia Civil.
- Quique Parcero (Miguel Canalejo), cabo de la Guardia Civil.
- Raquel Neira (Isabel Naveira), hermana de Marga Neira y administrativa del aserradero de los Soutelo.
- Moncho Neira (Miguel Borines), padre de Marga y Raquel.
- Pancho Suárez (Xabier Deive), marido de Raquel.
- Álex Suárez Neira (Sheyla Fariña), hija de Raquel y Pancho.
- Gonzalo Soutelo (Fran Paredes), propietario del aserradero de los Soutelo.
- Teresa Soutelo (Uxía Blanco), madre de Gonzalo Soutelo.
- Evaristo Fiúza (Antonio Mourelos), cacique de la villa.
- Román Fiúza (Chechu Salgado), hijo de Evaristo.
- Gloria Moscoso (Sabela Arán), mujer de Evaristo.
- Hugo Aradas (Tito Asorey), abogado de la familia.
- Mónica Triáns (Sara Casasnovas), asesinada en el primer capítulo.
- Luz (Mariana Expósito), camarera de la taberna.
- Mario Piñeiro, alias Santos (Monti Castiñeiras), delincuente habitual de Serramoura.
- Peixe (Andrés Giráldez).
- Emilio de la Cruz (Xosé Barato), médico.
- Don Amancio (Xavier Estévez), párroco.
- Rogelio (César Cambeiro), alcalde.
- Roi Quiroga (Xúlio Abonjo), sargento de la Guardia Civil.
- Patricia Barbeito (Sonia Méndez), cabo de la Guardia Civil.
- Kiko (Kiko Carracedo), cuadrillero de Evaristo.

## Episodios
| Temporada | Temporada | Nº Episodios | Estreno                  | Final                 | Audiencia media | Audiencia media |
| Temporada | Temporada | Nº Episodios | Estreno                  | Final                 | Espectadores    | Cuota           |
| --------- | --------- | ------------ | ------------------------ | --------------------- | --------------- | --------------- |
|           | 1         | 24           | 5 de octubre de 2014     | 22 de marzo de 2015   | 181 000         | 15,0%           |
|           | 2         | 15           | 4 de octubre de 2015     | 17 de enero de 2016   | 167 000         | 15,2%           |
|           | 3         | 9            | 8 de mayo de 2016        | 10 de julio de 2016   | 132 000         | 12,3%           |
|           | 4         | 18           | 2 de octubre de 2016     | 29 de enero de 2017   | 181 000         | 17.4%           |
|           | 5         | 21           | 5 de febrero de 2017     | 25 de junio de 2017   |                 |                 |
|           | 6         | 20           | 22 de octubre de 2017    | 28 de febrero de 2018 | 122 000         | 12,4%           |
|           | 7         | 15           | 11 de marzo de 2018      | 17 de junio de 2018   | 124 000         | 12,2%           |
|           | 8         | 16           | 7 de octubre de 2018     | 20 de enero de 2019   | 112 000         | 11,5%           |
|           | 9         | 18           | 27 de enero de 2019      | 9 de junio de 2019    |                 |                 |
|           | 10        | 10           | 3 de mayo de 2020        | 5 de julio de 2020    |                 |                 |
|           | 11        | 7            | 13 de septiembre de 2020 | 25 de octubre de 2020 | 89 000          | 10,6%           |
| Total     | Total     | 173          | 2014                     | 2020                  | 133 890         | 12,9%           |

## Emisión en otros países
La serie se emitió en el canal ruso AXN Sci-Fi a partir del 25 de octubre de 2016 con el título de Черный лес. También se emitió en Estados Unidos como Black forest.